# Station Kończyce Radomskie
Station Kończyce Radomskie is een spoorwegstation in de Poolse plaats Radom.